# Ponte Cheonho
A Ponte Cheonho ou Grande Ponte Cheonho (em coreano:  천호대교) é uma ponte que cruza o rio Han, em Seul, Coreia do Sul. A ponte liga os distritos de Gangdong e Gwangjin. A estrutura foi concluída em 5 de julho de 1976, e foi construída para aliviar o tráfego intenso na Ponte Gwangjin.